# Замок Бакден
Замок Бакден (англ. Buckden Towers) — замок, сооружённый в XII веке, находится в деревне Бакден, Кембриджшир, Англия.

## История
Хоть во многих источниках дата основания замка относится к XV веку, на самом же деле, первая деревянная крепость была построена в 1175 году, как резиденция епископов города Линкольна. Впоследствии, в 1475 году, деревянная конструкция была замещена кирпичным основанием и была сооружена высокая кирпичная башня, защищённая стенами и рвом, по типу мотта и бейли. Часть комплекса была снесена в 1832 году, по приказу церковных уполномоченных.
После перемещения Римско-католического епископства в Нортгемптон, в 1956 году миссионеры-кларетины использовали территорию замка под младшую семинарию, для проведения предварительного обучения детей, которые желали стать кларетинами. Младшая семинария была закрыта в июле 1965 года, и с тех пор комплекс замка Бакден стал конференц-центром кларетинов. Также на территории находится католическая приходская церковь Св. Хью из Линкольна, которая стоит на месте средневекового дворца и была построена как часовня для юниоров семинарии. Основания башен, но не сами башни открыты для посетителей в любое время суток, но собаки не допускаются.
16 июля 1551 года, Генри, герцог Саффолк и его брат лорд Чарльз умерли здесь от потницы. Они приехали в Бакден, дабы избежать эпидемии в Кембридже.
В 1630-х здесь жил епископ Уильямс, который привёл в хорошее состояние Бакден, и отличался щедрым проявлением гостеприимства.
Антиквар Эдвард Джон Радж в 1839 году опубликовал исторический труд, который содержал небольшой очерк о замке Бакден.

## Известные посетители
- Генрих III в 1248 году
- Эдуард I в 1291 году.
- Ричард III в 1483 году.
- Екатерина Арагонская[6]
- Бофорт, Маргарет (мать Генриха VII) в 1501
- Генрих VIII и Екатерина Говард в 1541 году. Они остановились в замке Бакден в 1541 году, во время их летнего тура по Англии, который король и королева начали ещё до её коронации. Именно во время этого тура, Екатерина будет обвинена в измене и будет обезглавлена в 1542 году.[6]
- Яков I в 1619 году
- Георг IV в 1814 году